# 尤希姆
尤希姆（羅馬化：Yukhym）是烏克蘭男性名字。

## 知名人士
- 尤希姆·科诺普利亚（英语：Yukhym Konoplya）（1999年—），乌克兰足球运动员
- 尤希姆·梅德韦杰夫（1886-1938），蘇維埃乌克兰政治家
- 尤希姆·什科爾内科夫（英语：Yukhym Shkolnykov）（1939-2009），乌克兰足球运动员和教练
- 尤希姆·兹维亚希尔斯基（1933-2021），乌克兰政治家